# Augustine Bourassa
Augustine Bourassa née le 5 juillet 1858 à Montebello et morte le 13 mars 1941 à Montebello est une artiste canadienne.

## Biographie

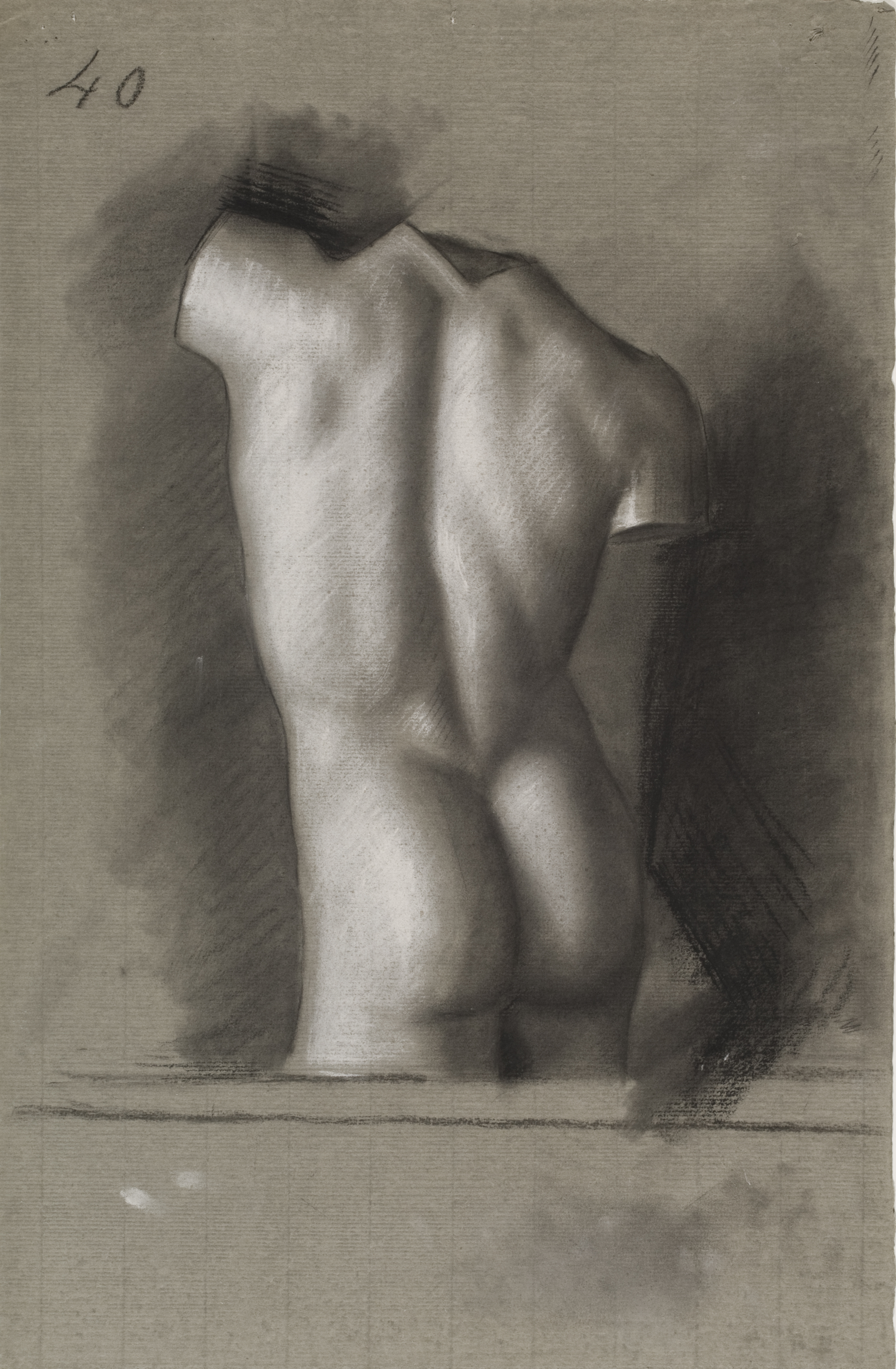
Augustine Bourassa, Torse masculin de dos, étude d'après le plâtre, entre 1897 et 1912, Fusain et craie sur papier, 47,6 x 30,9 cm, Collection MNBAQ (1979.71)

Fille aînée de l’artiste et architecte Napoléon Bourassa (1827-1916) et petite-fille de Louis-Joseph Papineau, Augustine Bourassa fait ses études au couvent du Sacré-Cœur au Sault-au-Récollet, puis au couvent des Sœurs de la Présentation de Marie à Saint-Hyacinthe. Vers l’âge de 15 ans, elle s’initie au dessin en suivant les conseils de son père. En 1884, elle voyage en Europe avec sa sœur Adine  et son frère Gustave : Italie, France, Suisse et Pays-Bas. À Rome, où elle passe plusieurs mois, elle suit des cours de dessin à l’atelier d’un maître qui la fait travailler d’après le plâtre. Après une courte visite au Canada en 1887, elle repart pour un séjour de deux ans en Europe aux côtés de son père et de sa sœur Adine. En 1897, elle quitte à nouveau le Canada pour s’établir en Italie, où elle demeurera pendant 15 ans. Elle y réalisera un grand nombre de dessins: études, portraits, paysages, aujourd’hui conservés au Musée national des beaux-arts du Québec. Elle rentre au pays en 1912 et consacre le reste de sa vie à la conservation des archives familiales et à la diffusion des œuvres et des écrits de son père. Ces archives familiales se retrouvent dans les fonds privés de Bibliothèque et Archives nationales du Québec, au Musée national des beaux-arts du Québec ainsi qu'à Bibliothèque et Archives Canada. En 1916, Augustine organise une exposition posthume des oeuvres de son père dans son atelier de la rue Sainte-Julie, à Montréal. Anne Bourassa, fille d'Henri Bourassa va prendre la relève en ce qui a trait à la conservation de certaines archives familiales. À la suite du décès d'Augustine, Jean-Marie Gauvreau réalise une expertise des meubles et objets de la succession en 1942.